# 饶州府文庙
饶州府文庙，是清代江西省饶州府的府学文庙，在今江西省上饶市鄱阳县鄱阳镇，仅大成殿尚存，是江西省文物保护单位。

## 历史沿革

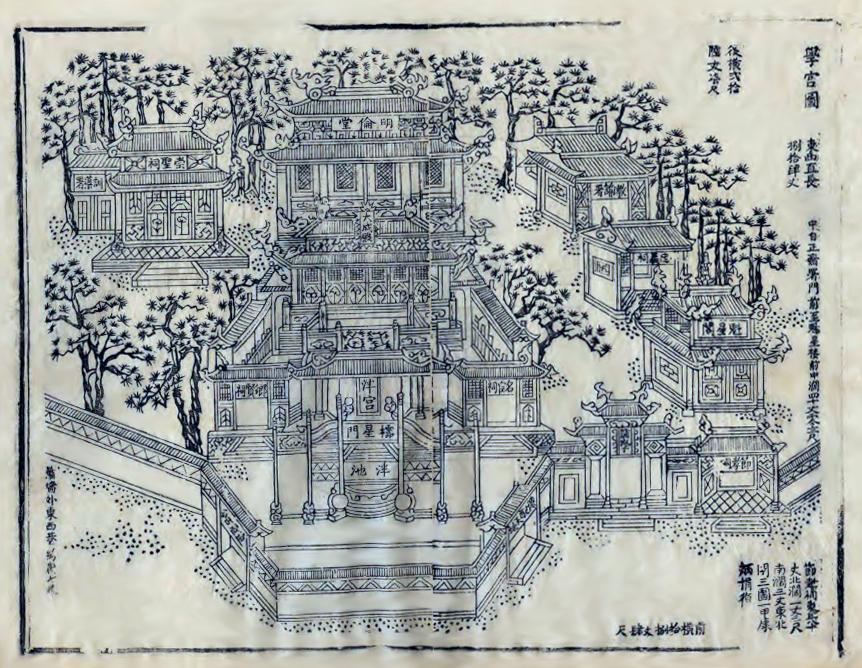
清同治《鄱陽縣誌》中的學宮圖

鄱阳一带学宫的历史可以追溯到西晋，当时内史皮溥始建郡学。北宋景祐年间（1034—1038年），始在饶州城北州学内建文庙，到元末毁于兵乱。明初，里人将原庙内塑像移至城西隅之天宁寺，知府陶安以其地，改建为大成殿，并增修附属建筑，至明末颓败。清顺治七年（1650年），饶州知府翟凤翥申请在明藩王府废址改建。此王府为明正统元年（1436年），淮靖王朱瞻墺从韶州迁鄱阳后建造，其子朱祁铨又增建了永寿宫，明亡後被毁。翟凤翥在永寿宫废址上重新改建，府学宫文庙成，有大成殿、明伦堂、教谕署、崇圣祠等。康熙十八年，知府黄家遴重修大成殿、两庑、明伦堂等。
民国十二年（1923年），饶州七县联立师范学校使用府学宫为校址。民国二十八年（1939年），日军侵入，文庙内大部分建筑被炸毁，仅存大成殿。2002年，鄱阳县政府拨款进行了修缮。2005年，重塑了破旧不堪的孔子及四配像。2006年12月18日，江西省人民政府将大成殿列入第五批省级文物保护单位名单。

## 建筑结构
大成殿面阔五间，进深三间，高14米，占地478平方米，建在一米多高的须弥座上，殿前云龙纹辇道为明王府遗物。大殿为抬梁式殿堂结构，重檐歇山顶，檐下悬挂铜铃，殿内设如意藻井，内外额枋皆抹金雕刻古饶州风景人物故事。